# Eugène-Anatole Demarçay
Eugène-Anatole Demarçay (Parigi, 1º gennaio 1852 – Parigi, dicembre 1904) è stato un chimico francese.
Studiò sotto Jean Baptiste Dumas.
Nel 1896, sospettando che alcuni campioni dell'elemento chimico Samario all'epoca appena scoperto fossero contaminati da un altro elemento chimico non ancora conosciuto isolò nel 1901 l'Europio.
Fu inoltre un esperto nel campo della Spettroscopia aiutando Marie Curie nella conferma della scoperta del Radio.